# Conques-sur-Orbiel
Conques-sur-Orbiel (occitanisch: Concas) ist eine südfranzösische Gemeinde mit 2.549 Einwohnern (Stand 1. Januar 2022) im Département Aude in der Region Okzitanien.

## Lage
Conques-sur-Orbiel liegt am Flüsschen Orbiel und seinem Zufluss Rieu Sec in den südlichen Ausläufern der Montagne Noire in einer Höhe von etwa 125 Metern ü. d. M. und etwa zehn Kilometer (Fahrtstrecke) nordöstlich von Carcassonne.

## Bevölkerungsentwicklung
| Jahr      | 1962 | 1968 | 1975 | 1982 | 1990 | 1999 | 2006 | 2017 |
| Einwohner | 1585 | 1662 | 1692 | 1786 | 2043 | 2061 | 2245 | 2525 |

Im 19. Jahrhundert hatte der Ort stets zwischen 1550 und 1780 Einwohner. Trotz der Reblauskrise sowie der Mechanisierung der Landwirtschaft und dem damit verbundenen Verlust von Arbeitsplätzen blieb die Einwohnerzahl in der ersten Hälfte des 20. Jahrhunderts zwischen 1300 und 1500 weitgehend stabil. In den letzten Jahrzehnten ist sie jedoch wieder deutlich angestiegen, was in erster Linie auf die im Vergleich zur nahegelegenen Stadt Carcassonne deutlich niedrigeren Grundstückspreise und Mieten zurückzuführen ist.

## Wirtschaft
Trotz der Nähe zu Carcassonne ist die Umgebung des Ortes immer noch geprägt von der Landwirtschaft – vor allem vom Weinbau, der im Cabardès vielleicht schon in der Antike betrieben wurde. Conques gehört zu den 14 Gemeinden, die Teile ihres Weines unter der Qualitätsbezeichnung Cabardès (AOC) vermarkten dürfen.

## Geschichte
In einer Felshöhle (abri) mit Namen Font-Juvénal wurden prähistorische Funde aus der Zeit um 5000 v. Chr. gemacht. Im Jahre 794 wird eine Abtei Saint-Laurent erstmals erwähnt, welche später wieder verschwand, aber als zum Ort Conques gehörig identifiziert wurde. Die erste Erwähnung des Ortsnamens Conchas stammt aus dem 12. Jahrhundert. Im Zuge der Albigenserkreuzzüge (1209–1229) ging der Ort in königlichen Besitz über und wurde entsprechend befestigt. Im 17. und 18. Jahrhundert befanden sich mehrere Wassermühlen und Tuchwebereien im Ort, der bei der ersten Volkszählung in Frankreich im Jahre 1793 bereits 1537 Einwohner zählte.

## Sehenswürdigkeiten
- Die einschiffige, überwiegend aus Bruchsteinen errichtete Pfarrkirche des Ortes (Église Sainte-Foy) stammt aus dem 12./13. Jahrhundert. Trotz ihres wuchtigen und rustikalen Aussehens ist es eine frühgotische Kirche, deren imposanter zinnenbekrönter Glockenturm den Ort überragt. Das Querhaus und die drei Apsiden wurden im 14. Jahrhundert hinzugefügt. Die Kirche ist seit 1913 als Monument historique[1] anerkannt.
- Das außerhalb des Ortes gelegene sogenannte Château des Saptes stammt aus dem 16. Jahrhundert. Es wirkt auf den ersten Blick beinahe wie ein Sakralbau; es diente jedoch den Erbauern, den Gebrüdern Saptes, als riesige Halle für ihre Tuchmanufaktur. In den Jahren 1683–1689 wurde ein Obergeschoss aufgesetzt und die beiden runden Treppentürme hinzugefügt, so dass der burgartige Charakter des Bauwerks entstand. An die Südseite ist eine kleine Kapelle angebaut. Es befindet sich immer noch in Privatbesitz und fungiert teilweise als Weingut; es wurde im Jahr 1948 als Monument historique[2] eingestuft.
- Ein Haus (Maison Fraisse) aus dem 16./17. Jahrhundert ist seit 1948 ebenfalls als Monument historique[3] anerkannt. Es befindet sich in Privatbesitz.
- In den Weinfeldern stehen noch über 40 runde aber auch quadratische Steinhütten aus Trockenmauerwerk (capitelles), die auf vier beschilderten Rundwanderwegen erkundet werden können. Bis ins frühe 20. Jahrhundert hinein wurden die Bauten hauptsächlich kurz vor der Weinlese als Wachhäuschen zur Abwehr ungebetener abendlicher bzw. nächtlicher Besucher (Vögel, Wildtiere und Menschen) genutzt. Ihre Dächer sind nicht gewölbt, sondern werden im Innern von sich überkreuzenden Ästen getragen. Drei dieser so alt und urtümlich aussehenden Bauten sind datiert: 1875, 1877 und 1880.